# Рождественский сельсовет (Ставропольский край)
Рожде́ственский сельсове́т — упразднённое сельское поселение в составе Изобильненского района Ставропольского края Российской Федерации.

## География
Находилось в юго-восточной части Изобильненского района. Общая площадь земель поселения на 1 января 2013 года составляла 12 890 га.

## История
С 1 мая 2017 года, в соответствии с Законом Ставропольского края от 14 апреля 2017 № 35-кз, все муниципальные образования, входящие в состав Изобильненского муниципального района Ставропольского края, — городские поселения город Изобильный, посёлок Рыздвяный, посёлок Солнечнодольск, сельские поселения станица Баклановская, Каменнобродский сельсовет, Московский сельсовет, Новоизобильненский сельсовет, станица Новотроицкая, Передовой сельсовет, Подлужненский сельсовет, село Птичье, Рождественский сельсовет, хутор Спорный, Староизобильненский сельсовет, село Тищенское, — были преобразованы, путём их объединения, в Изобильненский городской округ.

## Население
| 1989  | 2002  | 2010  | 2011  | 2012  | 2013  |
| ----- | ----- | ----- | ----- | ----- | ----- |
| 2615  | ↗2870 | ↘2867 | ↘2864 | ↘2830 | ↘2810 |
| 2014  | 2015  | 2016  | 2017  |       |       |
| ↘2805 | ↘2797 | ↘2769 | ↘2759 |       |       |

### Национальный состав
По итогам переписи населения 2010 года на территории поселения проживали следующие национальности (национальности менее 1 %, см. в сноске к строке «Другие»):
| Национальность | Численность | Процент |
| -------------- | ----------- | ------- |
| Русские        | 2382        | 83,08   |
| Армяне         | 208         | 7,25    |
| Даргинцы       | 109         | 3,80    |
| Цыгане         | 38          | 1,33    |
| Украинцы       | 36          | 1,26    |
| Другие         | 94          | 3,28    |
| Итого          | 2867        | 100,00  |

## Состав поселения
До упразднения муниципального образования в состав его территории входили 2 населённых пункта:
| № | Населённый пункт | Тип населённого пункта          | Население |
| - | ---------------- | ------------------------------- | --------- |
| 1 | Козлов           | хутор                           | ↗55       |
| 2 | Рождественская   | станица, административный центр | ↗3413     |

## Местное самоуправление
- Совет депутатов сельского поселения Рождественский сельсовет, состоит из 11 депутатов, избираемых на муниципальных выборах по одномандатным избирательным округам сроком на 5 лет[18][19].
- Администрация сельского поселения Рождественский сельсовет (глава поселения — Зенина Валентина Григорьевна[20])[18].

## Экономика
Основными бюджетообразующими предприятиями являются Цех металлопластовых изделий ООО «Газпром трансгаз Ставрополь», Рождественская газокомпрессорная станция, Цех по изготовлению кирпича ООО «Юг-Ст» (открыт в 2004 году). Производство сельскохозяйственной продукции осуществляет ООО «СПК Рождественский». Торговое и бытовое обслуживание населения осуществляют 6 предприятий торговли и одно предприятие бытового обслуживания (МП ТБО «Бытсервис»).

## Культура
На территории сельсовета действуют Рождественский сельский дом культуры и Рождественская сельская библиотека № 12.

## Образование
Оказание образовательных услуг осуществляют средняя общеобразовательная школа № 5 и детский сад № 3 «Ивушка» в станице Рождественской.

## Здравоохранение
Медицинскую помощь населению оказывает Рождественская врачебная амбулатория МУЗ «Изобильненская ЦРБ».

## Памятники
- Памятник активистам станицы, погибшим в 1921—1922 годах от рук белобандитов. 1959 год[24].
- Памятник воинам-землякам, погибшим в годы гражданской и Великой Отечественной войн. 1959 год[25].
- Братская могила красных партизан, погибших в годы гражданской войны. 1918—1920, 1957 ода[26].